# Michael Cera
Michael Austin Cera (Brampton, Ontario, 7 de junio de 1988) es un actor canadiense de cine y televisión. Es más conocido por papeles como George Michael Bluth en la serie televisiva Arrested Development, Evan en Superbad, Paulie Bleeker en Juno, Nick en Nick and Norah's Infinite Playlist, Scott Pilgrim en Scott Pilgrim vs. the World y Allan en Barbie. Recibió una nominación al Premio BAFTA.

## Primeros años
Cera es el segundo de tres hermanos y nació en Brampton, Canadá, hijo de Linda (Cockman) y Luigi Cera, ambos trabajadores de Xerox. Su padre es originario de Sicilia, Italia, y su madre es de ascendencia irlandesa, neerlandesa y británica. Su hermana mayor se llama Jordan, y su hermana menor Molly. Se interesó por primera vez en la actuación después de ver Los cazafantasmas en reiteradas ocasiones estando enfermo de varicela a los tres años de edad; memorizó todo el diálogo e idolatró a Bill Murray. Ingresó a The Second City de Toronto, donde tomó clases de improvisación. Asistió a la Robert H. Lagerquist Senior Public School y luego a la secundaria Heart Lake Secondary School hasta el noveno grado, y se graduaría tomando clases a través de Internet.

## Carrera como actor
Su primer papel fue en un anuncio para un campamento de verano de Tim Hortons, por el cual no cobró. Esto lo catapultó hacia otro anuncio publicitario, esta vez para la compañía Pillsbury, donde se codeó con el Pillsbury Doughboy, en el que sería su primer papel con diálogos.
La carrera de Cera comenzó cuando fue elegido para interpretar a Larrabe Hicks en la serie de televisión canadiense I Was a Sixth Grade Alien en 1999. En 2002, interpretó al joven Chuck Barris en Confessions of a Dangerous Mind y también prestó su voz para la serie animada Berenstain Bears. También en 2002 participó en The Grubbs, una nueva serie de Fox. Recibió una respuesta pobre por parte de la crítica, incluyendo una reseña de E! Online que la llamó "la peor sitcom jamás producida". Interpretó a George Michael Bluth en la premiada serie Arrested Development durante tres temporadas antes de ser cancelada. En 2005 interpretó a Harold en el cortometraje Darling Darling, por el cual recibió el premio al mejor actor en el Festival de San Gio en Verona, Italia. En 2006 creó y protagonizó una parodia de Impossible Is Nothing. También actuó como invitado en el drama adolescente noir Veronica Mars, en el episodio "The Rapes of Graff", y en el sketch de Adult Swim Tim and Eric Awesome Show, Great Job!.
Cera, junto a su mejor amigo Clark Duke, escribió y protagonizó una serie de videos cortos que fue lanzada en su sitio web. La idea fue de Duke, quien entró a la Universidad Loyola Marymount y lo hizo como parte de un proyecto para las clases de cine. En 2007, firmaron un contrato con la CBS para escribir, producir, dirigir y actuar en una serie de comedia titulada Clark and Michael. La serie tuvo estrellas invitadas como David Cross, Andy Richter y Patton Oswalt, y fue distribuida por el nuevo canal de internet de CBS, CBS Innertube. Duke y Cera, además, son miembros de la banda The Long Goodbye.
También apareció en un video cómico que muestra a Cera siendo expulsado del papel principal de la película Knocked Up después de discutir con el director, en una escena que imita los conflictos de David O. Russell en el set de filmación de I ♥ Huckabees.

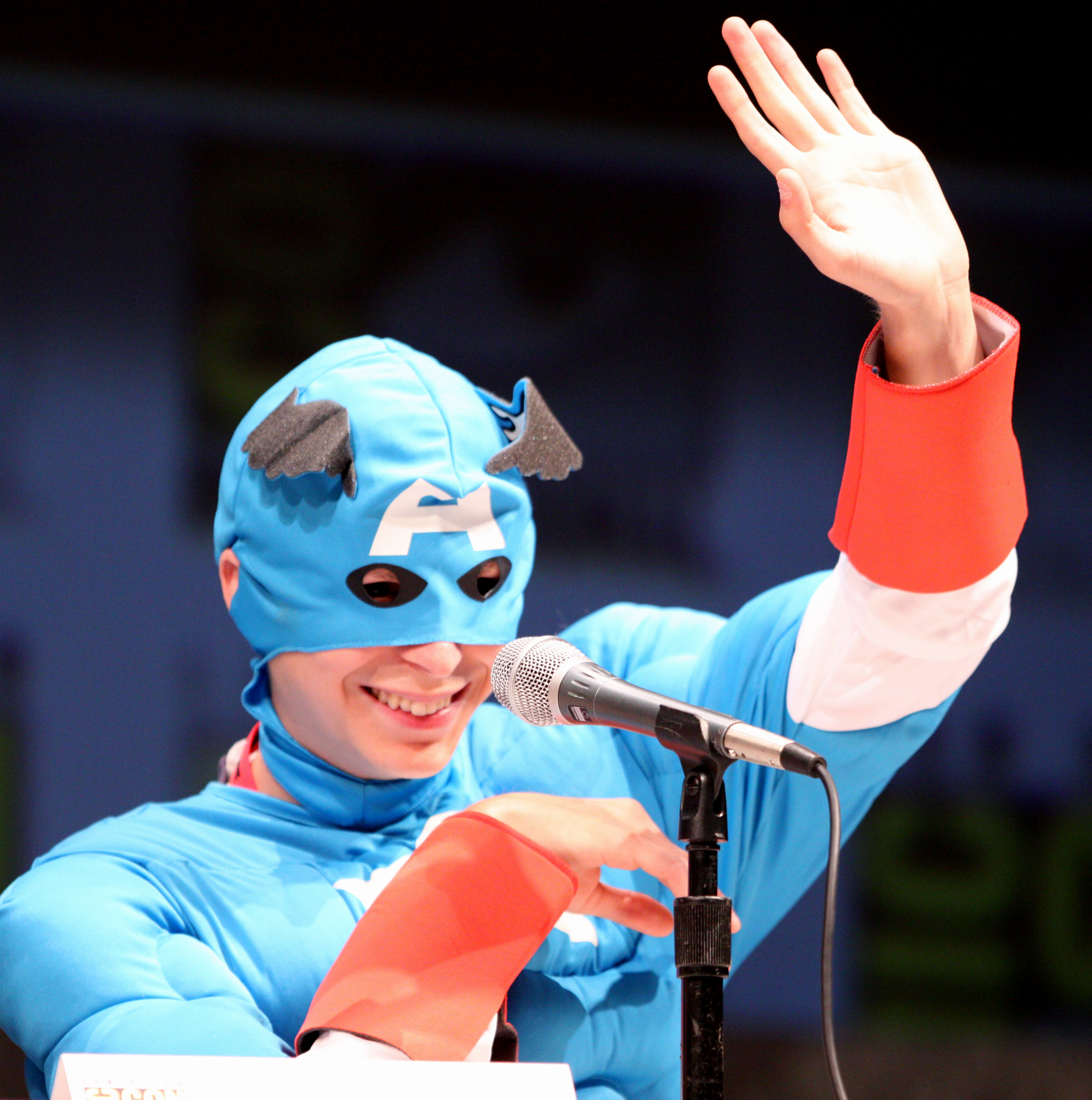
Cera se vistió como el Capitán América, en la promoción de Scott Pilgrim vs. the World, parodiando a la película Capitán América: el primer vengador, en la Convención Internacional de Cómics de San Diego de 2010.

Cera protagonizó junto a Jonah Hill la película Superbad (2007), escrita por Seth Rogen y Evan Goldberg. En noviembre de 2007, fue anfitrión de Saturday Night Live on strike, una versión en vivo de SNL que no fue emitida por televisión debido a la huelga de guionistas de ese año. También en 2007, Cera coprotagonizó Juno interpretando a Paulie Bleeker, un adolescente que deja embarazada accidentalmente a su compañera de instituto (Elliot Page). Jason Bateman de Arrested Development trabajó en la película, pero no compartieron ninguna escena. Por Superbad y Juno, Cera ganó el premio al artista revelación en los premios otorgados por la Austin Film Critics Association en 2007. El mismo año apareció en un corto cómico llamado Drunk History, interpretando a Alexander Hamilton en una parodia del duelo Burr–Hamilton.
En 2009 protagonizó la película independiente Paper Heart. Fue escrita y coprotagonizada por Charlyne Yi y fue estrenada en el Festival de Cine de Sundance de ese año donde ganó un premio por el guion. Cera y Yi compusieron la banda sonora de la película. Además protagonizó la comedia Año Uno junto a Jack Black.
En 2009, el primer cuento corto de Cera, "Pinecone", fue publicado en McSweeney's Quarterly, un periódico literario. En enero de 2010, protagonizó la adaptación al cine de la novela Youth in Revolt, interpretando a Nick Twisp. Cera interpretó al personaje principal en la adaptación fílmica de la novela gráfica Scott Pilgrim vs. the World, estrenada en agosto de 2010.

## Música

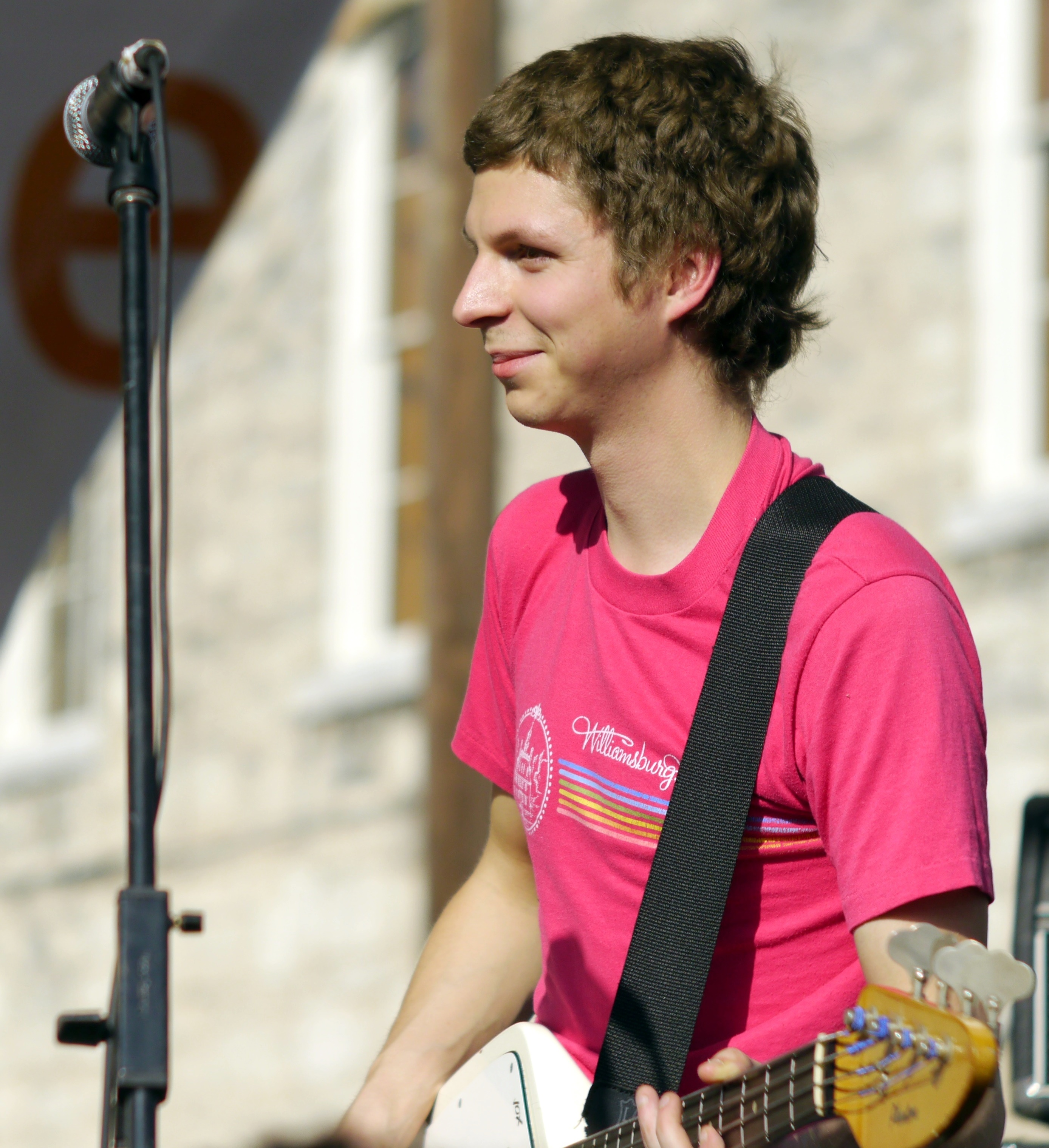
Michael Cera tocando el bajo en 2011.

En 2010 Cera colaboró tocando la mandolina y haciendo coros en "Hang On" de Weezer del álbum Hurley. También se ha afianzado como bajista en vivo de Mister Heavenly, una banda indie rock estadounidense. Además tocó el bajo y cantó en canciones de Scott Pilgrim vs. the World y Nick and Nora's Infinite Playlist.
En 2014 Cera publicó, a través de su Bandcamp, el álbum True That de estilo indie folk.

## Vida personal
En 2016 se hizo público que había salido con Aubrey Plaza durante un año y medio después de grabar Scott Pilgrim vs. the World en 2010 e incluso pensaron en el matrimonio.
En marzo de 2018 se hizo público que se había casado con una mujer llamada Nadine. En marzo de 2022 se anunció que había sido padre.

## Filmografía

### Cine
| Año  | Película                           | Personaje                 |
| ---- | ---------------------------------- | ------------------------- |
| 1999 | Switching Goals                    | Taylor                    |
| 1999 | What Katy Did                      | Dorry Carr                |
| 2000 | Ultimate G's: Zac's Flying Dream   | Zac (joven)               |
| 2000 | Frequency                          | Gordon Hersch Jr.         |
| 2000 | Steal this Movie!                  | America Hoffman (7 años)  |
| 2001 | The Familiar Stranger              | Ted Welsh (joven)         |
| 2001 | My Louisiana Sky                   | Jesse Wade Thompson       |
| 2001 | I Was a Rat                        | Buzzer                    |
| 2001 | Stolen Miracle                     | Brandon McKinley          |
| 2002 | Confessions of a Dangerous Mind    | Chuck Barris (joven)      |
| 2003 | Exit 9                             | Charles                   |
| 2003 | Custody of the Heart               | Johnny Raphael            |
| 2005 | Darling Darling                    | Harold                    |
| 2005 | Wayside School                     | Todd                      |
| 2007 | Clark and Michael                  | Michael                   |
| 2007 | Superbad                           | Evan                      |
| 2007 | Juno                               | Pauelie Bleeker           |
| 2008 | Extreme Movie                      | Fred                      |
| 2008 | Nick and Norah's Infinite Playlist | Nick O'Leary              |
| 2009 | Paper Heart                        | Él mismo                  |
| 2009 | Año Uno                            | Oh                        |
| 2009 | Youth in Revolt                    | Nick Twisp                |
| 2010 | Scott Pilgrim vs. the Animation    | Scott Pilgrim (voz)       |
| 2010 | Scott Pilgrim vs. the World        | Scott Pilgrim             |
| 2012 | The End of Love                    | Michael                   |
| 2012 | The Inmigrant                      | Michael                   |
| 2013 | Crystal Fairy & the Magical Cactus | Jamie                     |
| 2013 | Brazzaville Teen-Ager              | Gunther                   |
| 2013 | Magic, Magic                       | Brink                     |
| 2013 | This Is the End                    | Él mismo                  |
| 2013 | Bitch                              | Dave McKenna              |
| 2014 | Hits                               | Bennie                    |
| 2015 | Entertainment                      | Tommy                     |
| 2015 | That Dog                           | Tim                       |
| 2015 | A Very Murray Christmas            | Jackie                    |
| 2016 | La fiesta de las salchichas        | Barry (voz)               |
| 2016 | Man Rots from the Head             | Sydney Ward               |
| 2017 | The Lego Batman Movie              | Dick Grayson/Robin (voz)  |
| 2017 | How to Be a Latin Lover            | Empleado de concesionario |
| 2017 | Molly's Game                       | Player X                  |
| 2017 | Lemon                              | Alex                      |
| 2017 | Person to Person                   | Phil                      |
| 2018 | Tyrel                              | Alan                      |
| 2018 | Spivak                             | Robby LeBeau              |
| 2018 | Gloria Bell                        | Peter                     |
| 2021 | Cryptozoo                          | Matthew                   |
| 2023 | Barbie                             | Allan                     |
| 2023 | Dream Scenario                     | Trent                     |
| 2024 | Christmas Eve in Miller's Point    | TBA                       |

### Televisión
- I Was A Sixth Grade Alien (1999)
- Rolie Polie Olie - Serie de animación (voz) (1998-2001)
- The Berenstain Bears - Serie de animación (voz) (2001-2002)
- Arrested Development (2003-2006, 2013)
- Wayside - Serie de animación (voz) (2005-2007)
- Childrens Hospital (2008-2011)
- Los Simpson, capítulo 499 "The Daughter Also Rises" - (voz) (2012)
- Comedy Bang! Bang! (2012, 2015)
- Drunk History (2013, 2015)
- Saturday Night Live (2014)
- Louie (2015)
- Wet Hot American Summer: First Day of Camp (2015)
- Twin Peaks (2017)
- Black Mirror (2023)
- Scott Pilgrim Takes Off (2023)